# 俺たちの戦いはこれからだ
『俺たちの戦いはこれからだ』（おれたちのたたかいはこれからだ）は、武藤村石による日本の漫画作品。スクウェア・エニックスのウェブコミック配信サイト『ガンガンONLINE』2011年7月28日更新分から2012年12月27日まで連載された。スクウェア・エニックス毎週新連載プロジェクト16（1stシーズン）第4弾作品。

## ストーリー
世界の覇権を賭けて戦った勇者と魔王だったが、激しい戦いを経ても決着が付かず、気がつけば何故かいたその場所は千葉県市川市であった。市川の町で、二人は「生活」という新たな戦いに挑む。

## 登場人物
- 魔王
- 勇者
- 勇者の妹

## 単行本
1. 2012年2月22日発売 ISBN 978-4-7575-3507-7
2. 2012年11月22日発売 ISBN 978-4-7575-3786-6